# Cold (James Blunt)
Cold è un singolo del cantautore britannico James Blunt, pubblicato il 30 agosto 2019 come primo estratto dal sesto album in studio Once Upon a Mind.

## Descrizione
Il brano, scritto da James Blunt, Cleo Tighe e Steve Robson (che lo ha anche prodotto), anticipa l'uscita del sesto album in studio di Blunt, Once Upon a Mind, disponibile dal 25 ottobre 2019. Il singolo è uscito in radio in Italia il 6 settembre 2019. Il testo nostalgico è dedicato alla moglie del cantautore.
Il 20 settembre 2019 ne viene pubblicata anche la versione acustica in formato digitale.

## Video musicale
Il video musicale del brano, diretto da Calum Macdiarmid e girato sulla costa nord-occidentale del Galles, è stato pubblicato sul canale YouTube di Blunt il 9 settembre 2019.
Il video riprende da dove si era interrotto You're Beautiful, un letterale cliffhanger che lo vedeva gettarsi nelle fredde acque sottostanti dopo aver lasciato la maggior parte dei suoi vestiti e dei suoi averi in cima a una montagna ghiacciata. Blunt emerge dall'oceano, arenandosi su una spiaggia sassosa sotto una ripida parete rocciosa. Quindi, intraprende una pericolosa scalata della montagna a mani nude e raccoglie tutti i suoi vecchi indumenti e le sue cose, molti dei quali erano i pezzi originali conservati da Blunt dopo le riprese di You're Beautiful. Sul finale, viene salvato da un elicottero, lasciandosi finalmente la montagna alle spalle.

## Tracce
Download digitale
1. Cold – 3:28

Versione acustica
1. Cold (Acoustic) – 3:40

Download digitale – YouNotUs Remix
1. Cold (YouNotUs Remix) – 3:09

## Classifiche
| Classifica (2019) | Posizione massima |
| ----------------- | ----------------- |
| Belgio (Fiandre)  | 63                |
| Belgio (Vallonia) | 21                |
| Svizzera          | 59                |
| Ungheria          | 31                |